# Amabilis uchoensis
Amabilis uchoensis — викопний вид бокошиїх черепах вимерлої надродини Podocnemidoidae, що існував у пізній крейді в Південній Америці. Описаний у 2020 році. Частковий череп черепахи знайдено у відкладеннях формації Сан-Хосе-ду-Ріу-Прету на півдні Бразилії. Видова назва А. uchoensis є посиланням на муніципалітет Ушоа, де знайдено голотип.